# Маніла
Мані́ла (тагальська: Lungsod ng Maynila) — столиця Філіппін і одне з міст, яке утворює найбільшу метрополію Метро Маніла. Місто є економічним, діловим центром Філіппін, а також місцем знаходження уряду країни.
Розташоване на берегах Манільської затоки, трохи західніше центру Метро Маніли. За кількістю населення Маніла поступається у Філіппінах лише колишній столиці — Кесон-Сіті. Зараз Маніла включена до списку глобальних міст світу і є одним із найбільш густонаселених міст планети.
Місто розташоване на острові Лусон у місці впадання річки Пасиг у Манільську затоку, на відстані 1300 кілометрів від материкової Азії. Клімат міста тропічний. Найбільшим географічним багатством Маніли є гавань, яка вважається однією з найзручніших в Азії.

## Заснування
Місто заснував іспанський конкістадор Мігель Лопес де Легаспі 24 червня 1571 року. Ця дата вважається офіційною датою заснування міста, однак поселення існувало вже з 1258 року. Це місце багатьох історичних архітектурних пам'яток, більшість з яких побудована в 16-17 століттях.
Щодо Маніли можна багаторазово повторювати слова «вперше або перший на Філіппінах», у тому числі перший університет (1590), вежа маяка (1846), система водопостачання (1878), готель (1889), електрика (1895 р.), океанаріум (1913), фондова біржа (1927), естакада (1930-ті роки), зоопарк (1959), підземний пішохідний перехід (1960), наукова середня школа (1963), міський університет (1965), і система швидкісного транспорту (1984; також вважається першою системою швидкісного транспорту в Південно-Східній Азії).

## Населення
Згідно з переписом 2015 року, населення міста становило 1 780 148 осіб, що робить його другим за чисельністю населення містом на Філіппінах. Маніла — найбільш густонаселене місто у світі, 41 515 осіб на збільшилося після перепису 1903 року, оскільки населення переміщувалось із сільських районів в міста і селища. Згідно з переписом 1960 року, Маніла стала першим філіппінським містом, яке подолало позначку в один мільйон (більш ніж у 5 разів більше жителів, ніж 1903 року).
Місто продовжувало зростати, поки чисельність населення не стабілізувалась на рівні 1,6 млн осіб і після перепису 1990 року змінюється то в бік зменшення, то в бік збільшення. Це явище може бути пов'язане з вищими темпами зростання передмість і вже дуже високою щільністю населення міста. Таким чином, Маніла продемонструвала зниження частки столичного населення з 63 % у 1950-х роках до 27,5 % 1980 року, а потім до 13,8 % 2015 року. Набагато більше місто Кесон-Сіті незначно перевершило населення Маніли 1990 року й згідно з переписом 2015 року вже налічує на 1,1 мільйона жителів більше. На національному рівні очікувалось, що до 2020 року населення Маніли обжене міста з більшими територіями, такі як Калоокан і Давао.
Місцевою мовою є філіппінська, заснована переважно тагальською мовою прилеглих районів, і ця форма розмовної тагальської мови в Манілі, по суті, стала мовою спілкування на Філіппінах, поширившись по всьому архіпелагу через засоби масової інформації. Англійська мова — мова, яку найбільш широко використовують в освіті, бізнесі та в повсякденному житті в Метро Маніла і на Філіппінах.
Багато літніх жителів все ще розмовляють базовою іспанською мовою, яка раніше була обов'язковим предметом у навчальному плані філіппінських університетів і коледжів. Багато дітей японського, корейського, індійського та іншого походження також говорять вдома на мовах своїх батьків, крім філіппінської та англійської для повсякденного використання.

## Транспорт
Одним із найвідоміших видів транспорту в Манілі є джипні, який був створений за зразком джипів армії США та використовувався з середини до кінця 1940-х років. Tamaraw FX, третє покоління Toyota Kijang, свого часу безпосередньо конкурував з джипами та їздив за фіксованими маршрутами за встановлену ціну. На зміну їм прийшов UV Express. Усі види громадського автомобільного транспорту в Манілі є приватною власністю та експлуатуються згідно з державними франшизами.

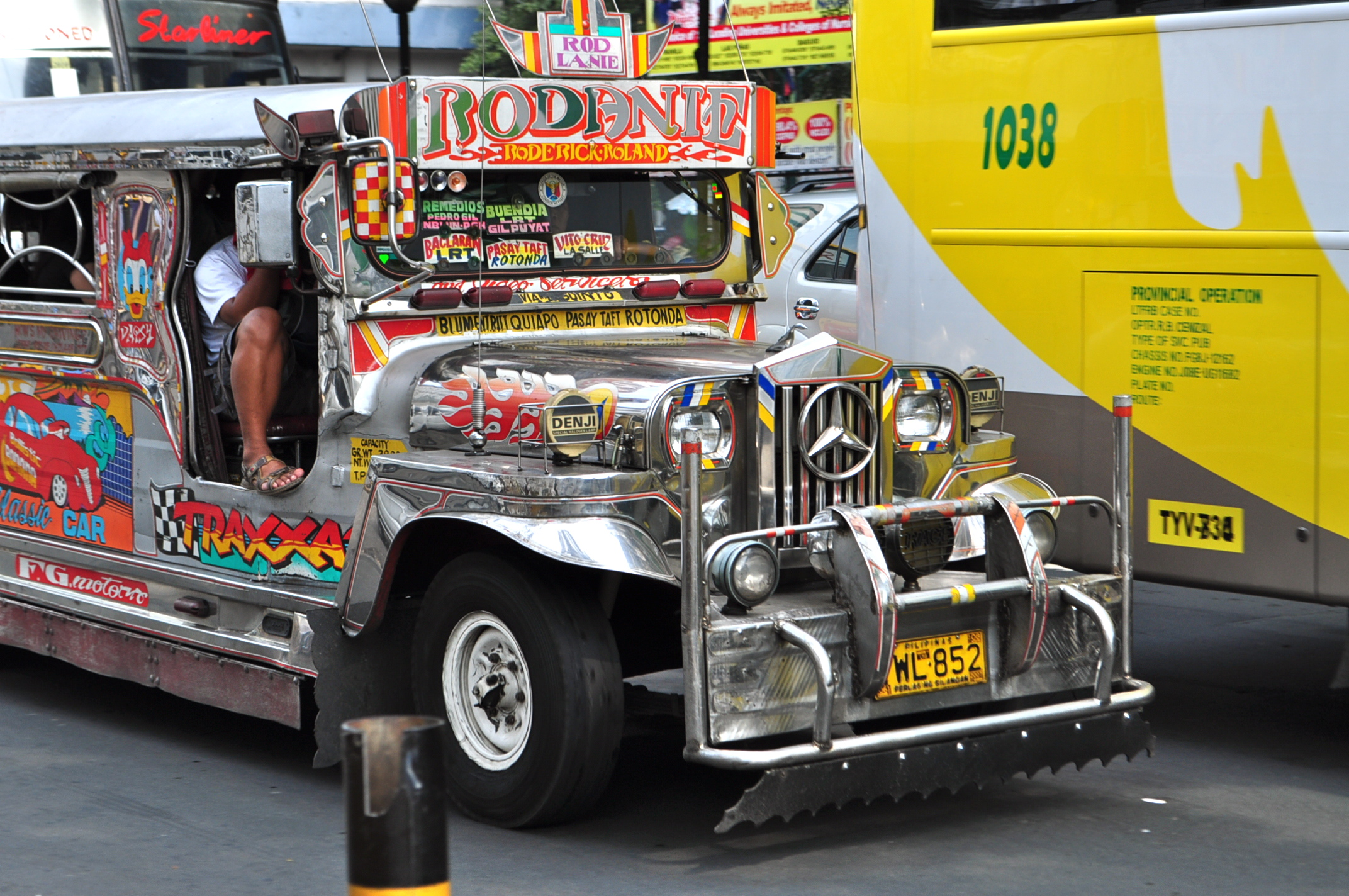
Джипні є одним із найпопулярніших видів транспорту в Манілі.

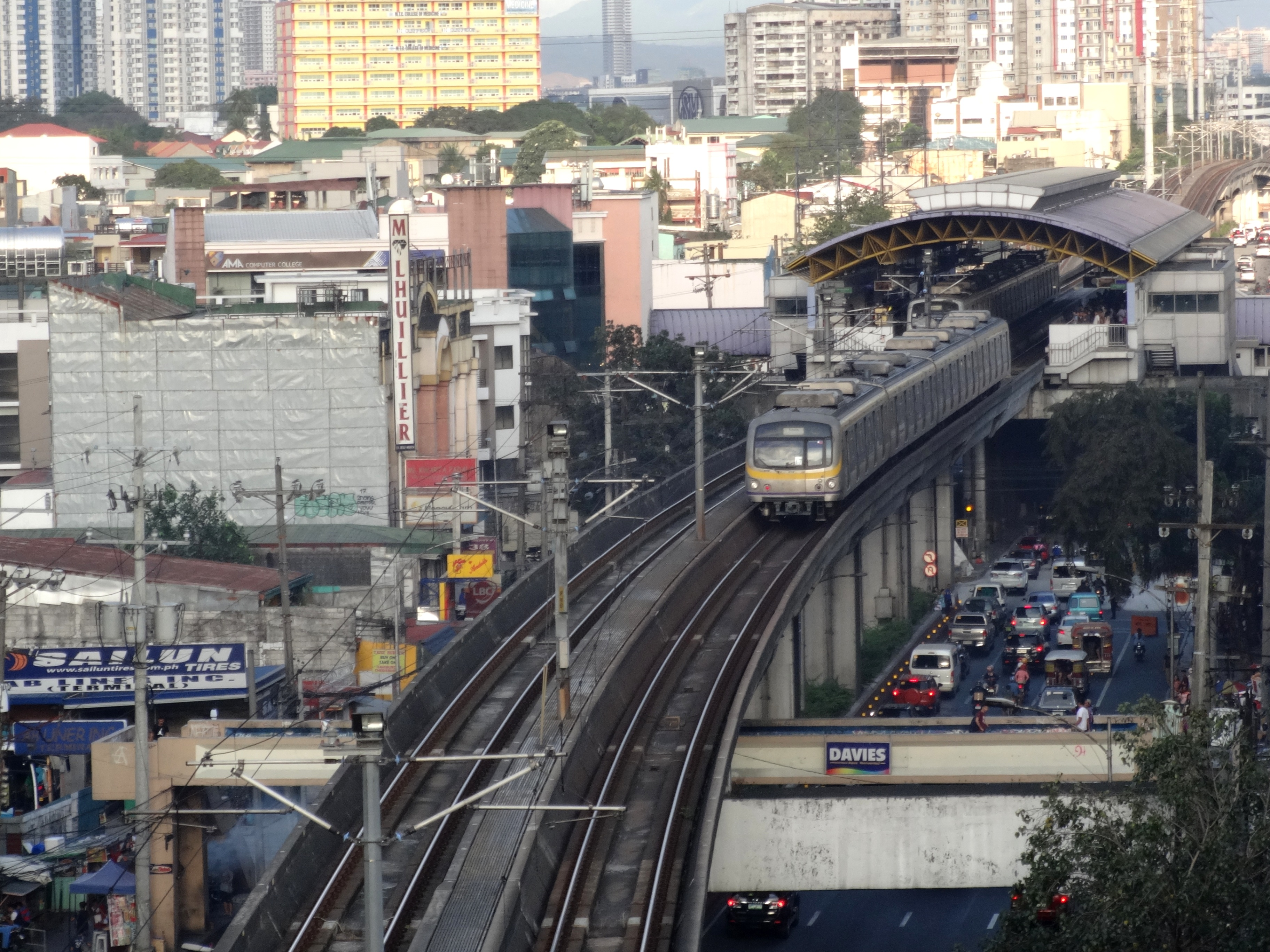
Станція Pureza 2 лінії (Метрополітена Маніли) у Санта Меса

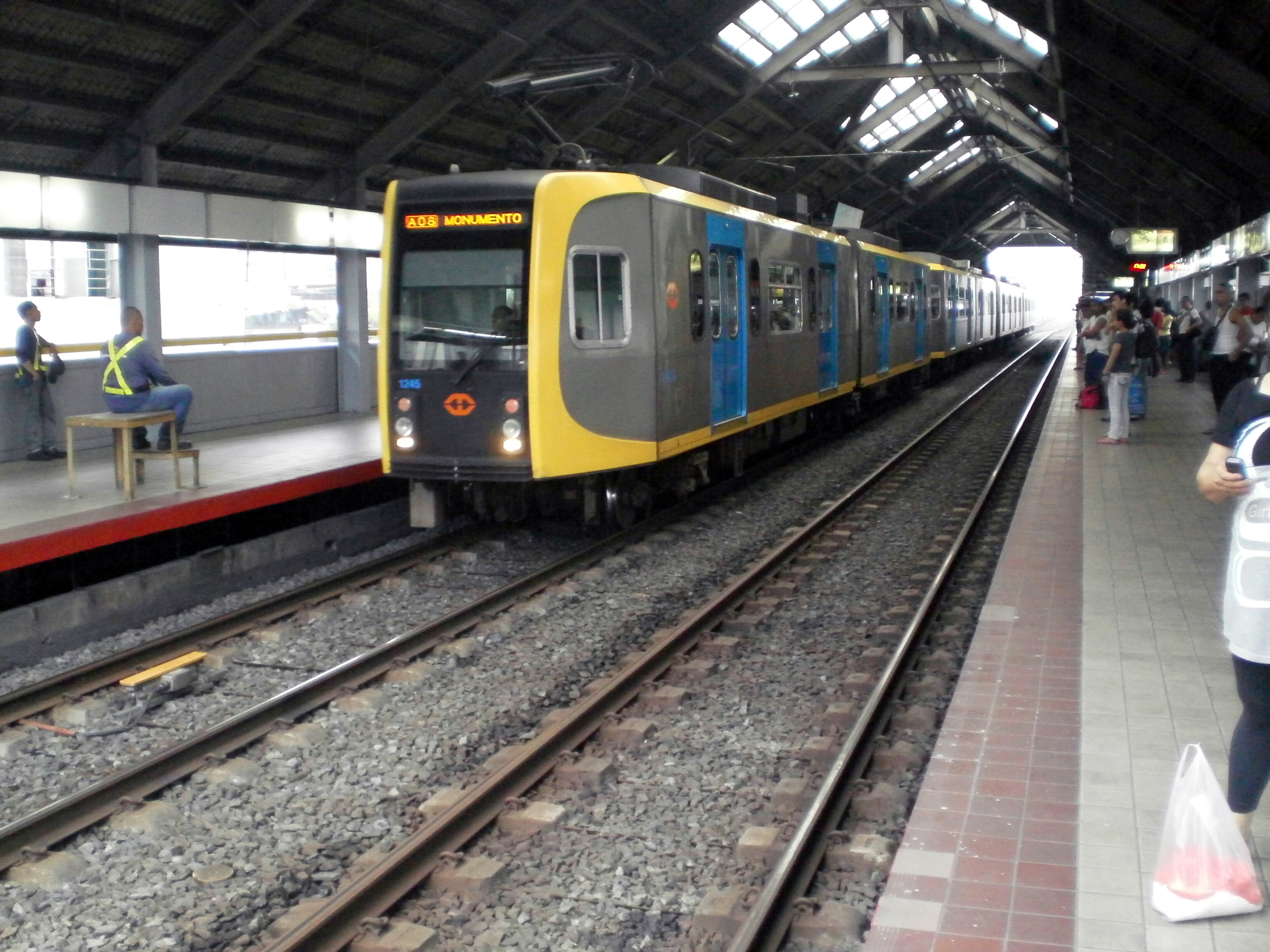
Станція Blumentritt 1 лінії (Метрополітена Маніли.)

На умовах оренди місто обслуговують таксі, «трицикли» — мотоцикли з колясками — філіппінська версія авторикші), а також «трісікади», «сікади» або «кулігліги». Велосипеди з колясками, філіппінська версія велокабів), які популярні в деяких регіонах, особливо в Дивізорії. Калеси, запряжені кіньми іспанської доби, є популярним туристичним об'єктом і видом транспорту в Бінондо та Інтрамурос. Маніла поступово відмовиться від усіх трициклів і велоциклів, що працюють на бензині, і замінить їх електричними трициклами (е-трицикли), а також планує роздати 10 000 електровелосипедів серед кваліфікованих водіїв трициклів з міста. До січня 2018 року місто розповсюдило електромобілі для багатьох водіїв і операторів у Бінондо, Ерміта, Малате та Санта-Крус.
Маніла обслуговується лініями LRT 1 (LRT-1) і лініями LRT 2 (LRT-2), які утворюють систему легкорейкового транспорту Маніли. Розробка системи легкорейкового транспорту почалася в 1970-х роках під час президентства Фердинанда Маркоса, коли була побудована лінія LRT 1, що зробило її першою системою легкорейкового транспорту в Південно-Східній Азії. Незважаючи на свою назву, LRT-1 функціонує як легке метро, яке рухається по виділених смугах. LRT 2 працює як повна система метро, важка залізнична система. Станом на 2015 рік ці системи зазнавали багатомільярдного розширення. LRT проходить уздовж Тафт-авеню (N170/R-2) і Різал-авеню (N150/R-9), а LRT-2 — уздовж Кларо М. Ректо-авеню (N145/C-1) і бульвару Рамона Магсайсая (N180/R-6) із Санта-Крус через Кесон-Сіті та до Масінага в Антіполо, Різал.
Головний вокзал Тутубан, який був побудований у 1887 році, є головним терміналом Ferrocaril de Manila-Dagupan (тепер відомого як Філіппінська національна залізниця). На даний момент це торговий центр і вузол громадського транспорту.
Станція Тутубан, центральний термінал Філіппінських національних залізниць, знаходиться в Манілі. У метро Маніла працює одна приміська залізниця. Лінія проходить у загальному напрямку з півночі на південь від Тутубан (Тондо) до провінції Лагуна. Порт Маніла, який розташований у західній частині міста в Манільській затоці, є найбільшим і головним морським портом Філіппін. Іншим видом транспорту є поромна переправа через річку Пасіг. Місто також обслуговує міжнародний аеропорт імені Ніноя Акіно, головний міжнародний аеропорт країни та внутрішній повітряний вузол.
Маніла має також один з найбільших у світі морських портів, являється найбільшим і головний міжнародний судноплавним шляхом до країни.

## Релігія

#### Християнство
Унаслідок культурного впливу Іспанії Маніла є переважно християнським містом. Станом на 2010 рік католики становили 93,5 % населення, за ними слідували прихильники Філіппінської незалежної церкви (2,4 %); Церкви Христа (1,9 %); різні протестантські церкви (1,8 %); і буддисти (1,1 %). Представники ісламу та інших релігій становлять 1,4 % населення.
Маніла є місцем видатних католицьких церков і релігійних установ. У межах міста розташовано 113 католицьких церков; 63 вважаються головними святинями, базиліками або соборами. Манільський собор є резиденцією римсько-католицької єпархії Маніли та найстарішою церквою в країні. Крім собору, у місті є ще три базиліки: базиліка Чорного Самарянина, базиліка Святого Лоренцо Руїса і мала базиліка Сан-Себастьян. Церква Сан-Агустін в Інтрамуросі є об'єктом Світової спадщини ЮНЕСКО і є однією з двох повністю кондиціонованих католицьких церков у місті.
У Манілі також є інші парафії, розташовані по всьому місту, причому деякі з них відносяться до іспанського колоніального періоду, коли місто служило базою для численних католицьких місій як на Філіппінах, так і в Азії та за її межами.
Кілька основних протестантських конфесій розташовані в місті. Парафіяльний собор св. Стефана є частиною єпископальної церкви Філіппінської єпархії Центральних Філіппін.
У Манілі розташовані декілька будинків збору Церкви Ісуса Христа святих останніх днів. Штаб-квартира Філіппінського біблійного товариства знаходиться в Манілі.

#### Інші конфесії
У місті багато буддистських і даоських храмів, які належать китайській громаді. Мечеть Масджид аль-Дахаб є найбільшою мечеттю у Великий Манілі. Члени індійської громади мають великий індуїстський храм у місті та сикхську гурдвару на проспекті Організації Об'єднаних Націй.

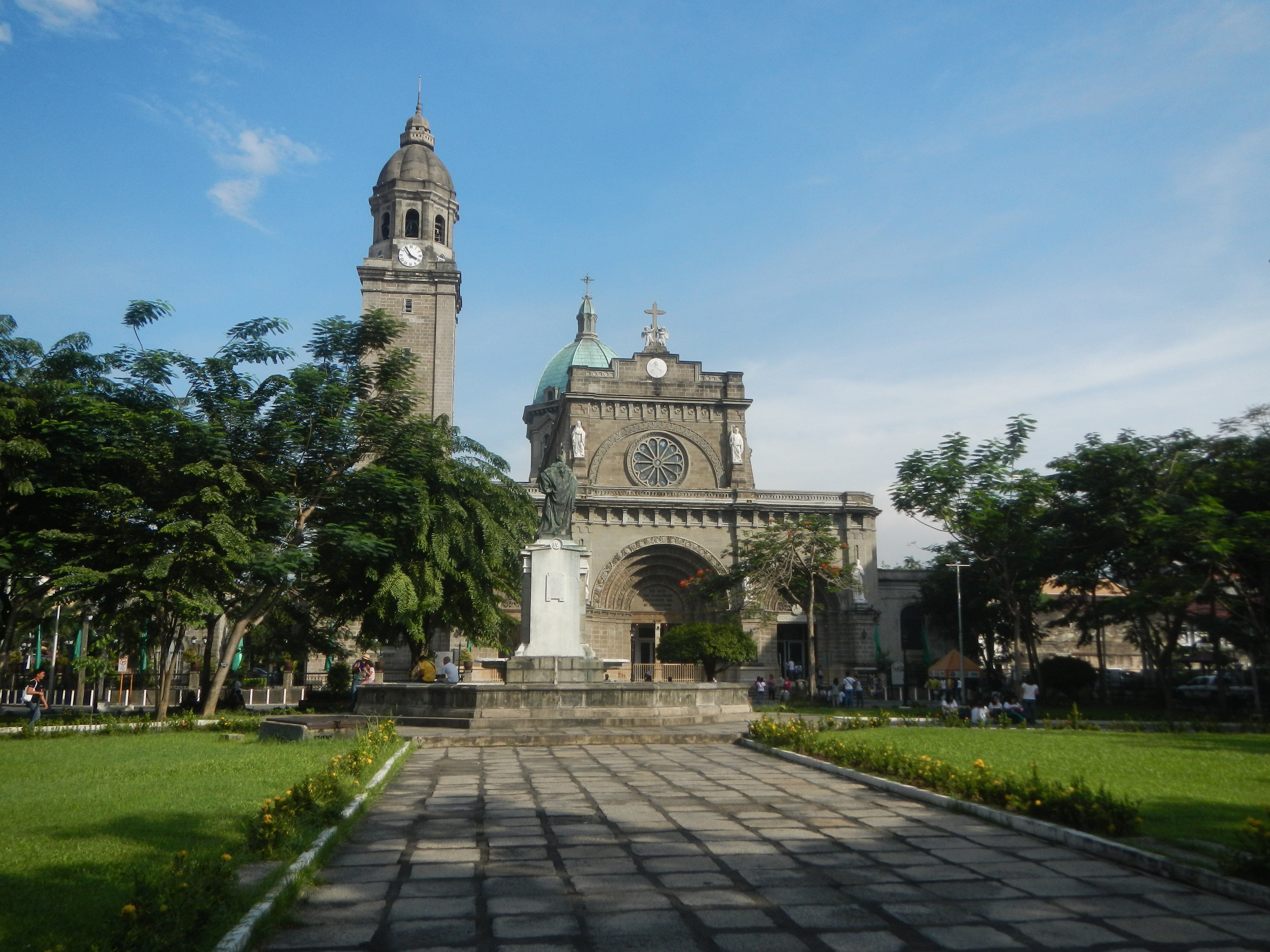
Манільський собор
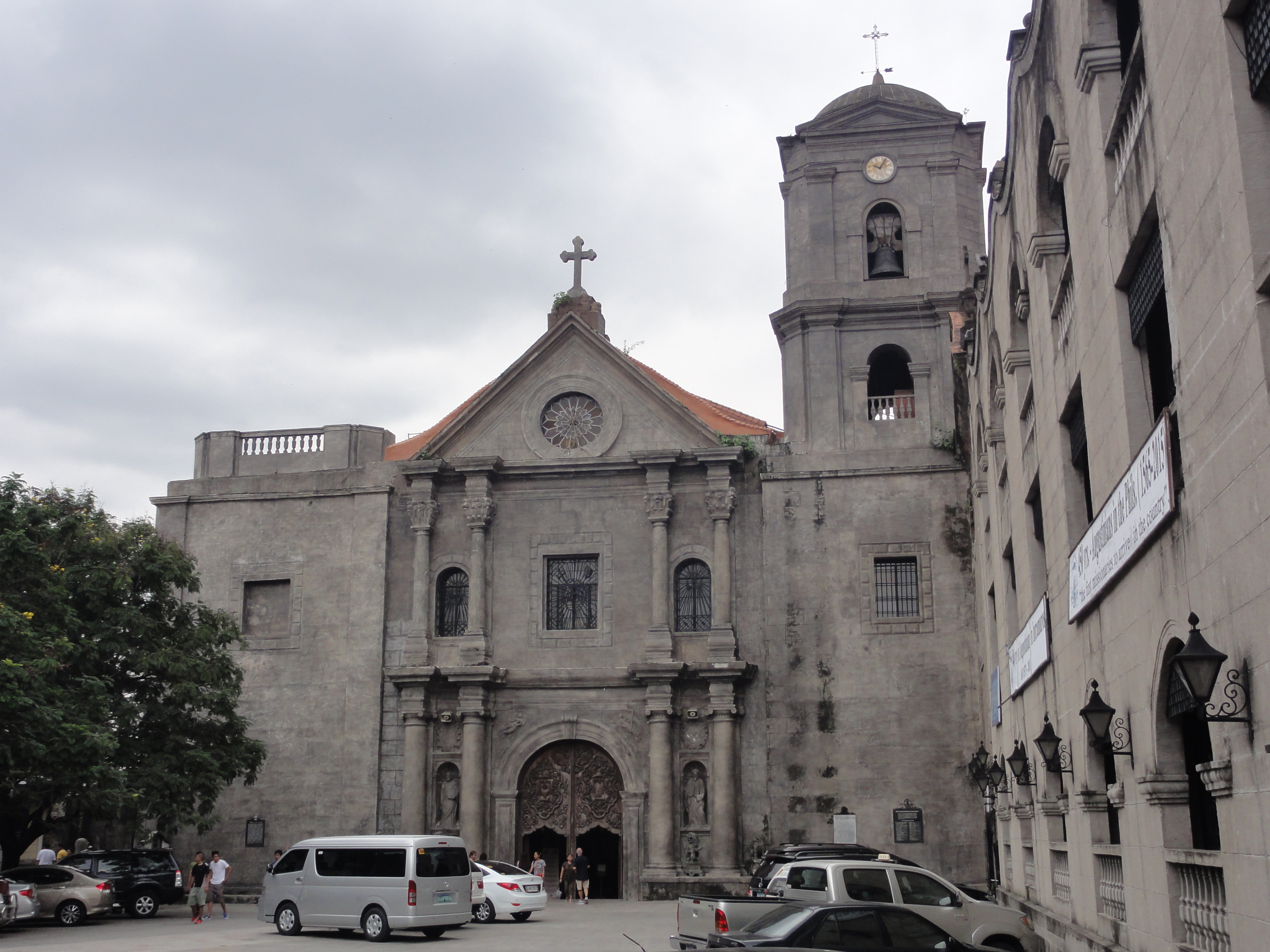
Церква Сан-Агустін в Інтрамуросі, об'єкт Світової спадщини ЮНЕСКО
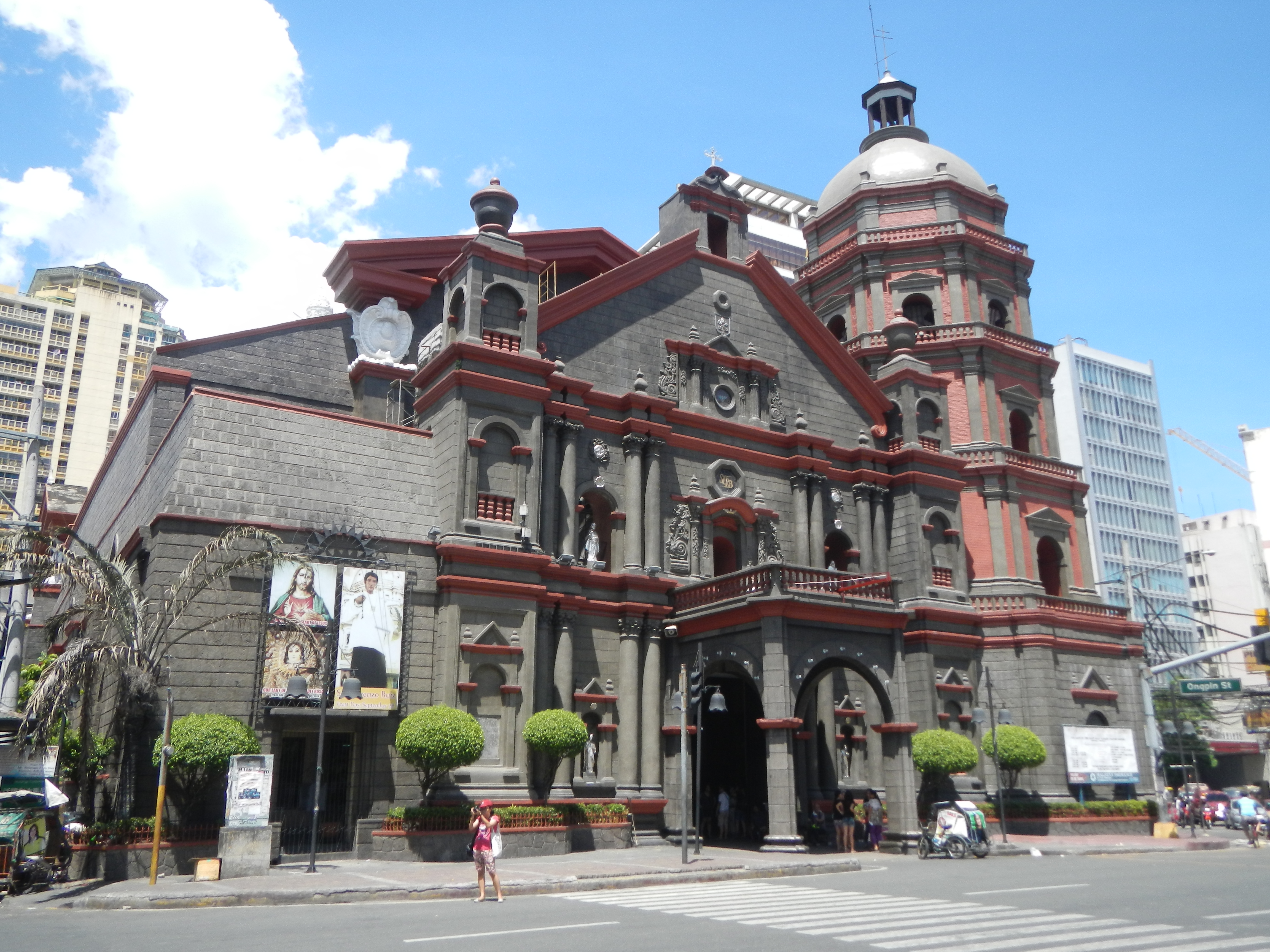
Базиліка Святого Лоренцо Руїса
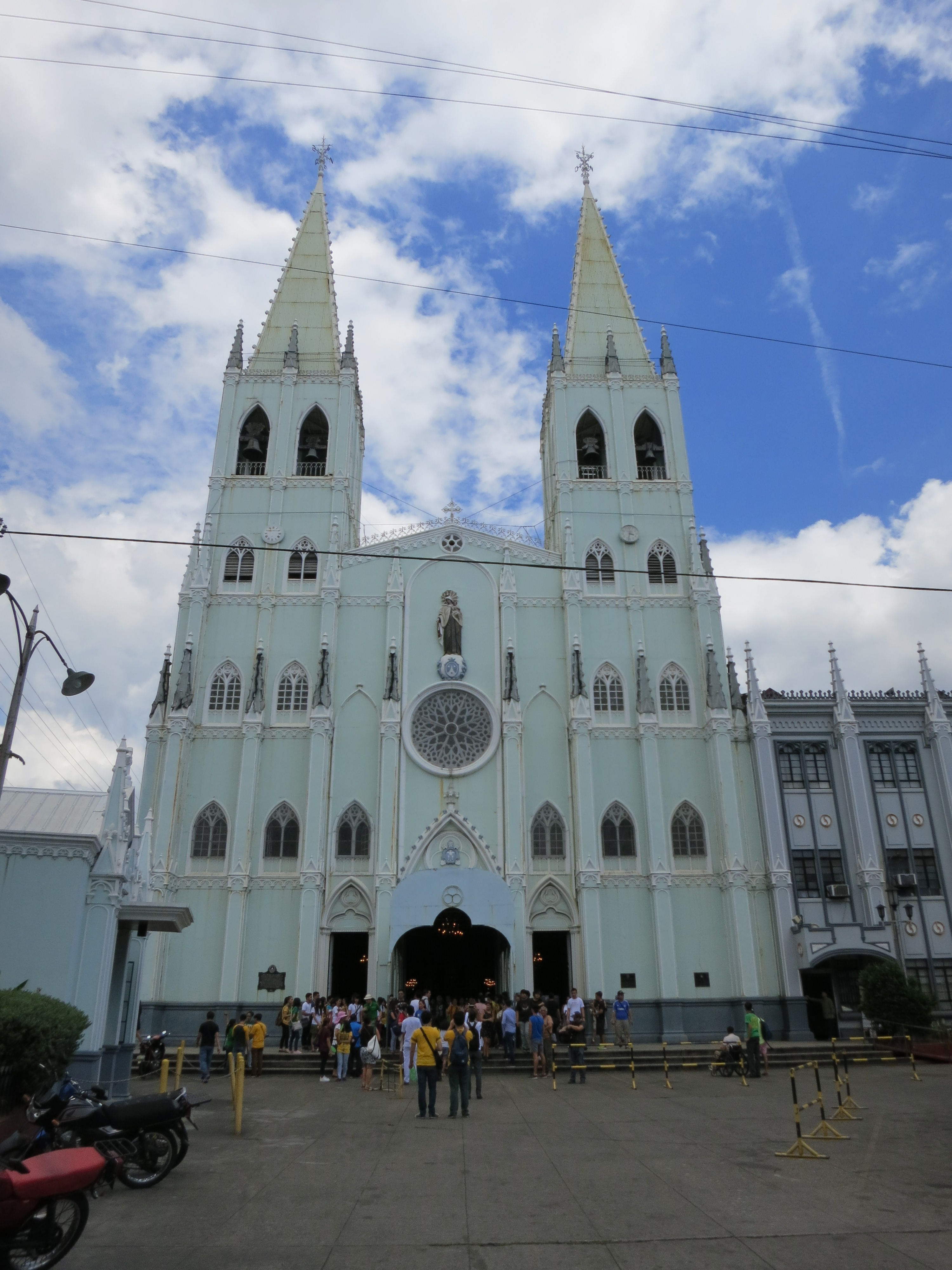
Мала базиліка Сан-Себастьян, єдина суцільносталева церква в Азії

## Злочинність

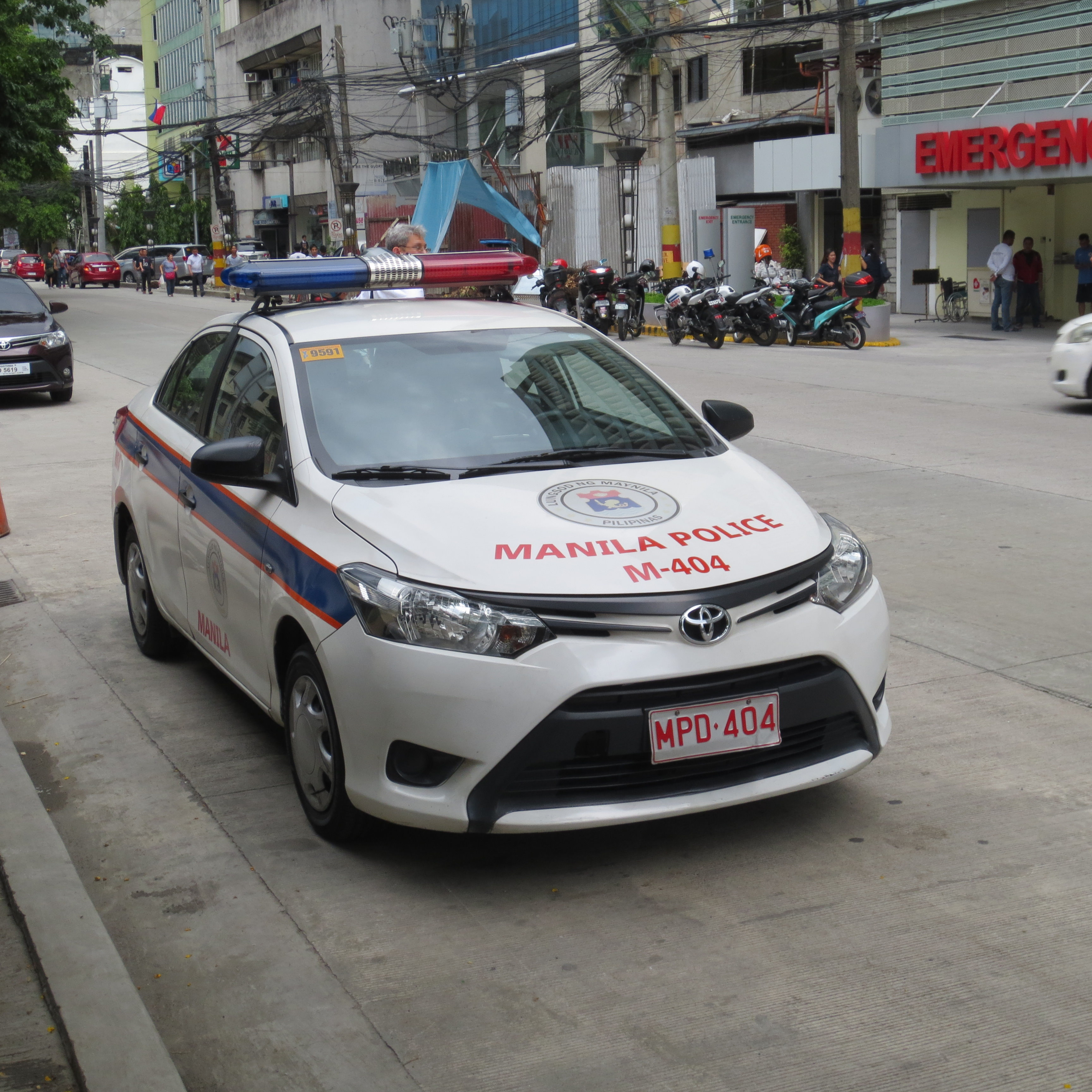
Toyota Vios — поліцейське авто Маніли

Злочинність в Манілі зосереджена в бідних районах, де процвітають наркоманія і банди. Злочинність в місті також безпосередньо пов'язана зі змінною демографією та унікальною системою кримінального правосуддя. Незаконна торгівля наркотиками — головна проблема міста. В одному тільки Метро Маніла 92 % підлітків стикалися з незаконним обігом наркотиків.
З 2010 до 2015 року Маніла мала другий за величиною показник злочинності на Філіппінах (54689 випадків або в середньому близько 9100 випадків на рік). 2017 року поліцейський округ Маніли (MPD) повідомив про зниження числа злочинів на 38,7 %, з 5474 випадків 2016 року до 3393 2017 року. Ефективність розкриття злочинності в MPD також підвищилася, причому шість-сім злочинів з десяти були розкриті міською поліцією.

## Клімат
Маніла має тропічний саванний клімат (Aw за класифікацією кліматів Кеппена), що межує з тропічним мусонним кліматом (Am за класифікацією кліматів Кеппена). Разом з іншою частиною Філіппін Маніла лежить повністю в тропіках. Її близькість до екватора означає, що температура повітря є високою круглий рік, особливо в денний час, рідко опускаючись нижче 19 °C і не піднімаючись вище 39 °C. Екстремальні температури коливалися від 14,5 °C 11 січня 1914 року до 38,6 °C 7 травня 1915 року.
Рівень вологості, як правило, дуже високий протягом всього року, що робить температуру більш спекотною, ніж вона є. Маніла має виразний прохолодний сухий сезон з кінця листопада до початку березня і відносно тривалий вологий сезон, який охоплює період, що залишився, з дещо прохолоднішими температурами в денний час. У сезон дощів дощить рідко весь день, але за короткий період випадає дуже багато опадів. Тайфуни зазвичай відбуваються з червня до вересня.
| Клімат Маніли (1981–2010, екстремуми 1885–2012)                                                | Клімат Маніли (1981–2010, екстремуми 1885–2012) | Клімат Маніли (1981–2010, екстремуми 1885–2012) | Клімат Маніли (1981–2010, екстремуми 1885–2012) | Клімат Маніли (1981–2010, екстремуми 1885–2012) | Клімат Маніли (1981–2010, екстремуми 1885–2012) | Клімат Маніли (1981–2010, екстремуми 1885–2012) | Клімат Маніли (1981–2010, екстремуми 1885–2012) | Клімат Маніли (1981–2010, екстремуми 1885–2012) | Клімат Маніли (1981–2010, екстремуми 1885–2012) | Клімат Маніли (1981–2010, екстремуми 1885–2012) | Клімат Маніли (1981–2010, екстремуми 1885–2012) | Клімат Маніли (1981–2010, екстремуми 1885–2012) | Клімат Маніли (1981–2010, екстремуми 1885–2012) |
| Показник                                                                                       | Січ.                                            | Лют.                                            | Бер.                                            | Квіт.                                           | Трав.                                           | Черв.                                           | Лип.                                            | Серп.                                           | Вер.                                            | Жовт.                                           | Лист.                                           | Груд.                                           | Рік                                             |
| Абсолютний максимум, °C                                                                        | 36,5                                            | 35,6                                            | 36,8                                            | 38,0                                            | 38,6                                            | 37,6                                            | 36,5                                            | 35,6                                            | 35,3                                            | 35,8                                            | 35,6                                            | 34,6                                            | 38,6                                            |
| Середній максимум, °C                                                                          | 29,6                                            | 30,5                                            | 31,9                                            | 33,3                                            | 34,4                                            | 33,5                                            | 32,4                                            | 32,3                                            | 32,1                                            | 31,4                                            | 30,5                                            | 29,8                                            | 31,1                                            |
| Середня температура, °C                                                                        | 25,6                                            | 25,9                                            | 26,7                                            | 27,9                                            | 29,2                                            | 29,1                                            | 28,9                                            | 28,8                                            | 28,2                                            | 27,1                                            | 26,0                                            | 25,9                                            | 28,4                                            |
| Середній мінімум, °C                                                                           | 21,2                                            | 21,3                                            | 21,4                                            | 22,5                                            | 24,9                                            | 26,4                                            | 25,8                                            | 25,4                                            | 24,6                                            | 23,3                                            | 22,2                                            | 21,6                                            | 23,6                                            |
| Абсолютний мінімум, °C                                                                         | 14,5                                            | 15,6                                            | 16,2                                            | 17,2                                            | 18,0                                            | 19,5                                            | 20,3                                            | 20,4                                            | 20,2                                            | 19,0                                            | 16,7                                            | 15,7                                            | 14,5                                            |
| Середня кількість сонячних годин на місяць                                                     | 159                                             | 198                                             | 226                                             | 258                                             | 239                                             | 206                                             | 183                                             | 176                                             | 174                                             | 195                                             | 181                                             | 152                                             | 2105                                            |
| Норма опадів, мм                                                                               | 17.3                                            | 14.2                                            | 15.8                                            | 23.7                                            | 147.2                                           | 253.5                                           | 420.5                                           | 432.4                                           | 355.1                                           | 234.8                                           | 121.7                                           | 67.4                                            | 2103.6                                          |
| Днів з опадами                                                                                 | 4                                               | 3                                               | 3                                               | 4                                               | 10                                              | 17                                              | 21                                              | 21                                              | 20                                              | 17                                              | 12                                              | 7                                               | 139                                             |
| Вологість повітря, %                                                                           | 70                                              | 64                                              | 63                                              | 64                                              | 71                                              | 76                                              | 79                                              | 81                                              | 79                                              | 76                                              | 72                                              | 74                                              | 74                                              |
| ---------------------------------------------------------------------------------------------- | ----------------------------------------------- | ----------------------------------------------- | ----------------------------------------------- | ----------------------------------------------- | ----------------------------------------------- | ----------------------------------------------- | ----------------------------------------------- | ----------------------------------------------- | ----------------------------------------------- | ----------------------------------------------- | ----------------------------------------------- | ----------------------------------------------- | ----------------------------------------------- |
| Джерело: Philippine Atmospheric, Geophysical and Astronomical Services Administration (PAGASA) |                                                 |                                                 |                                                 |                                                 |                                                 |                                                 |                                                 |                                                 |                                                 |                                                 |                                                 |                                                 |                                                 |

## Уродженці
- Сесіліо Апостол (1877—1938) — філіппінський поет.

## Галерея

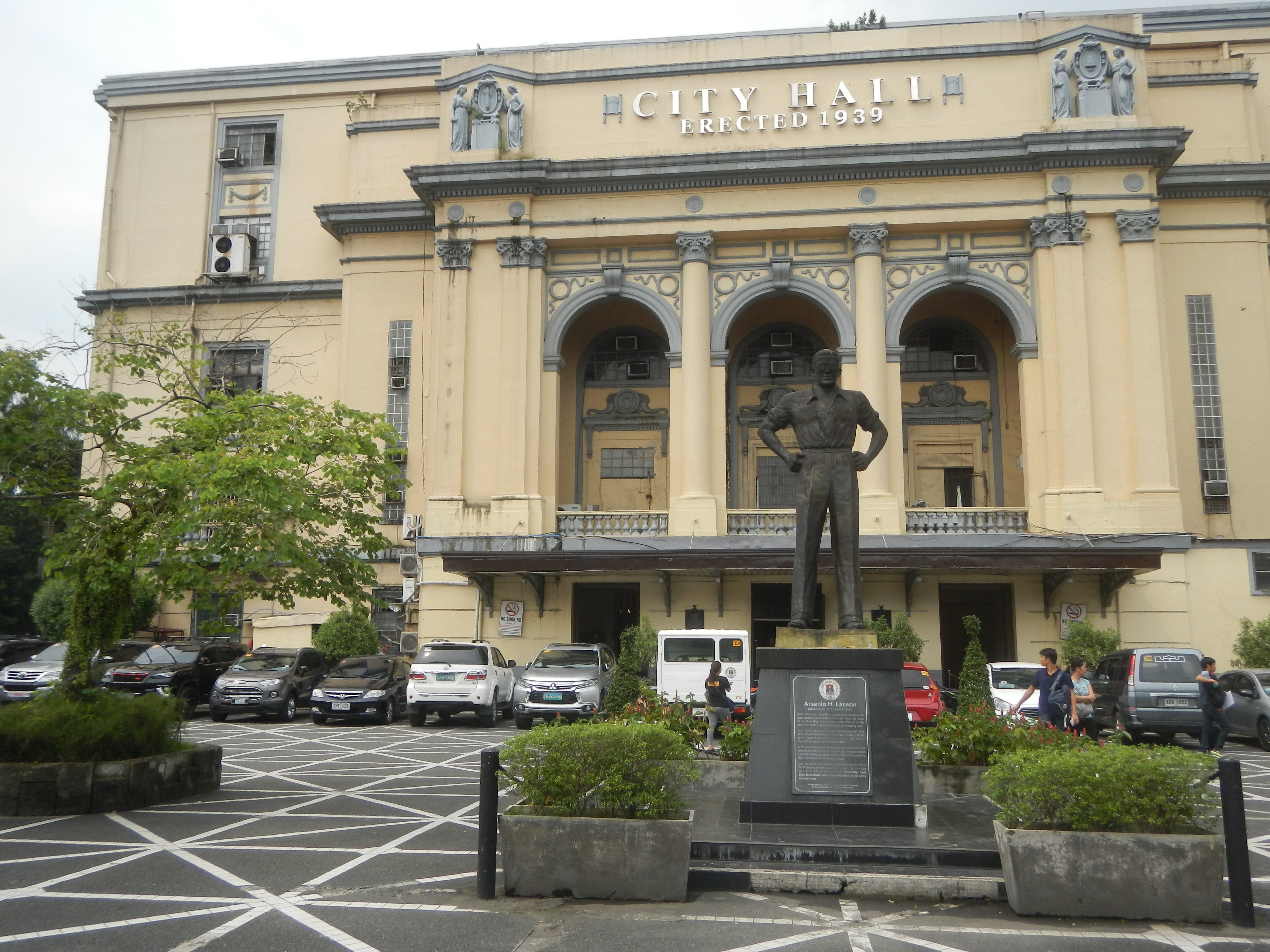
Мерія Маніли
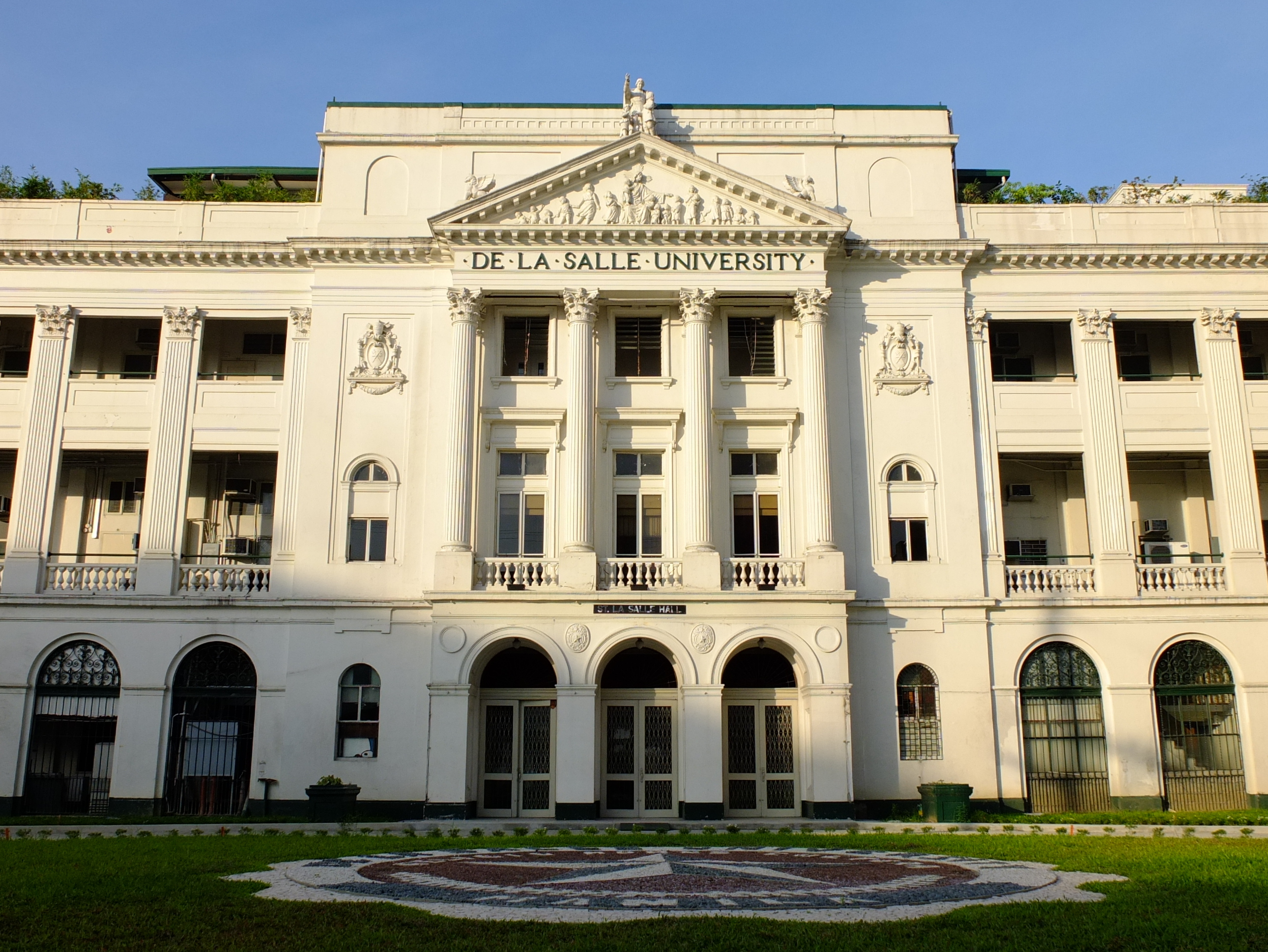
Університет Де Ла Салль
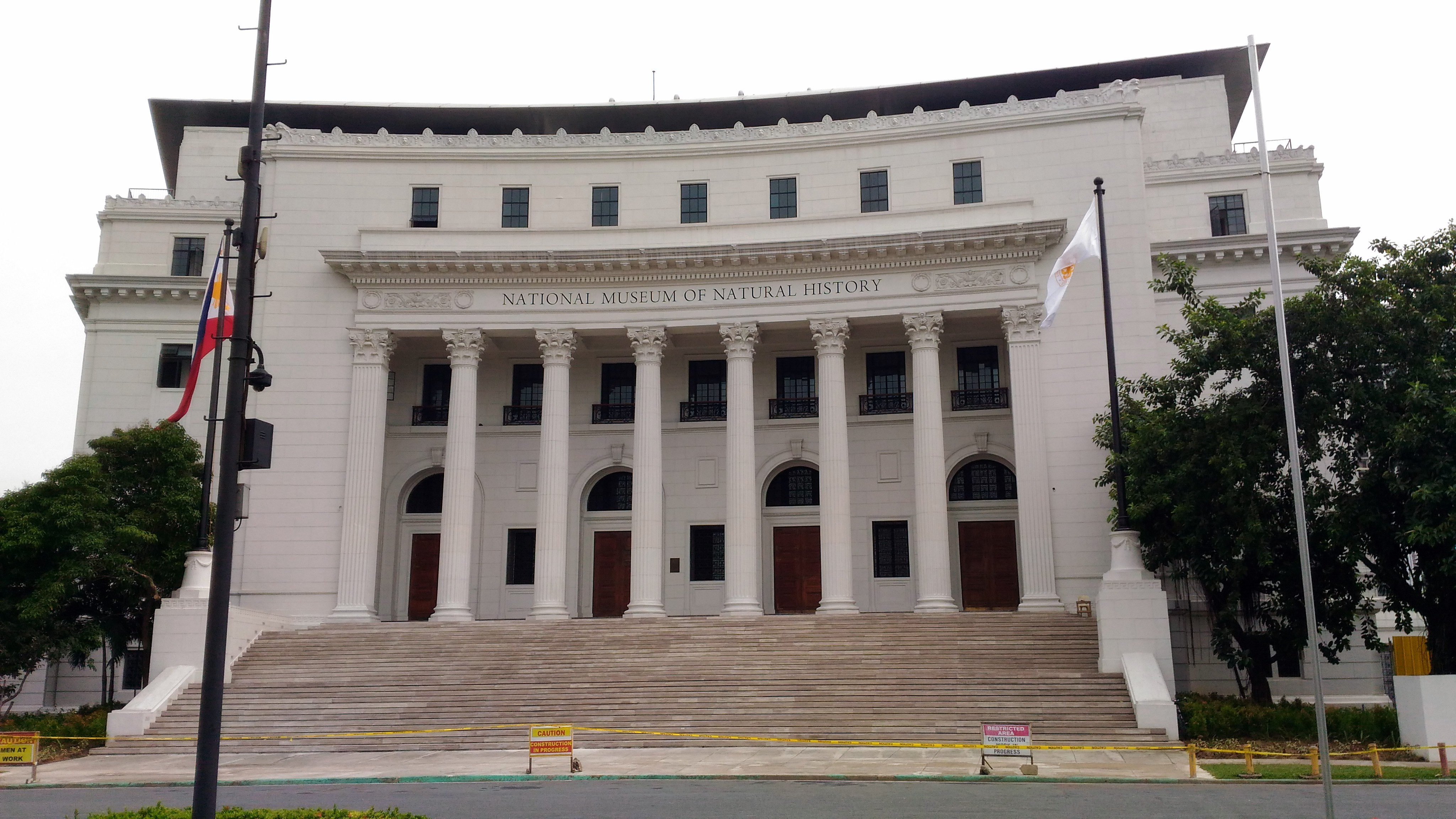
Національний музей природознавства
Національний музей образотворчих мистецтв
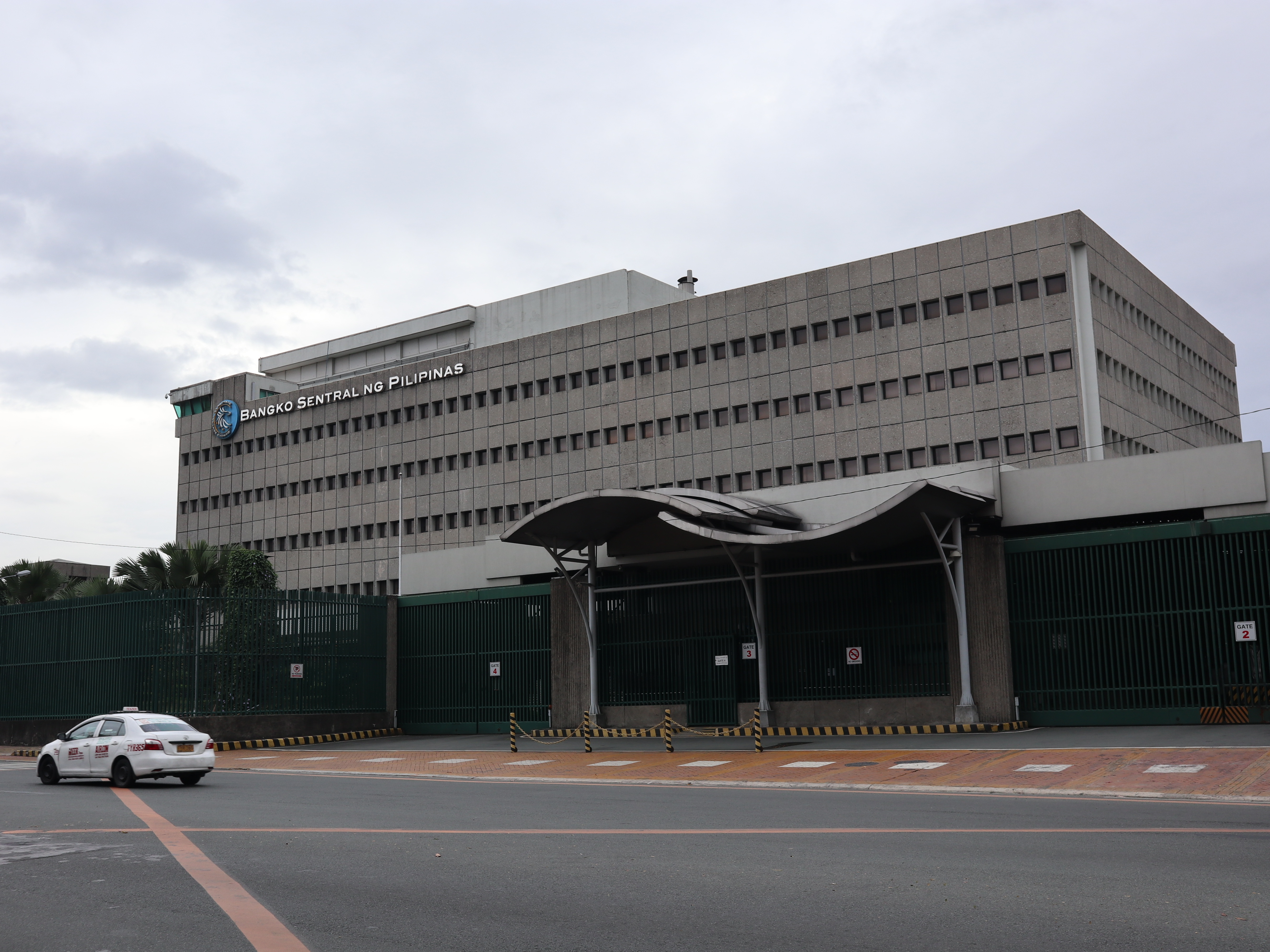
Центральний банк Філіппін
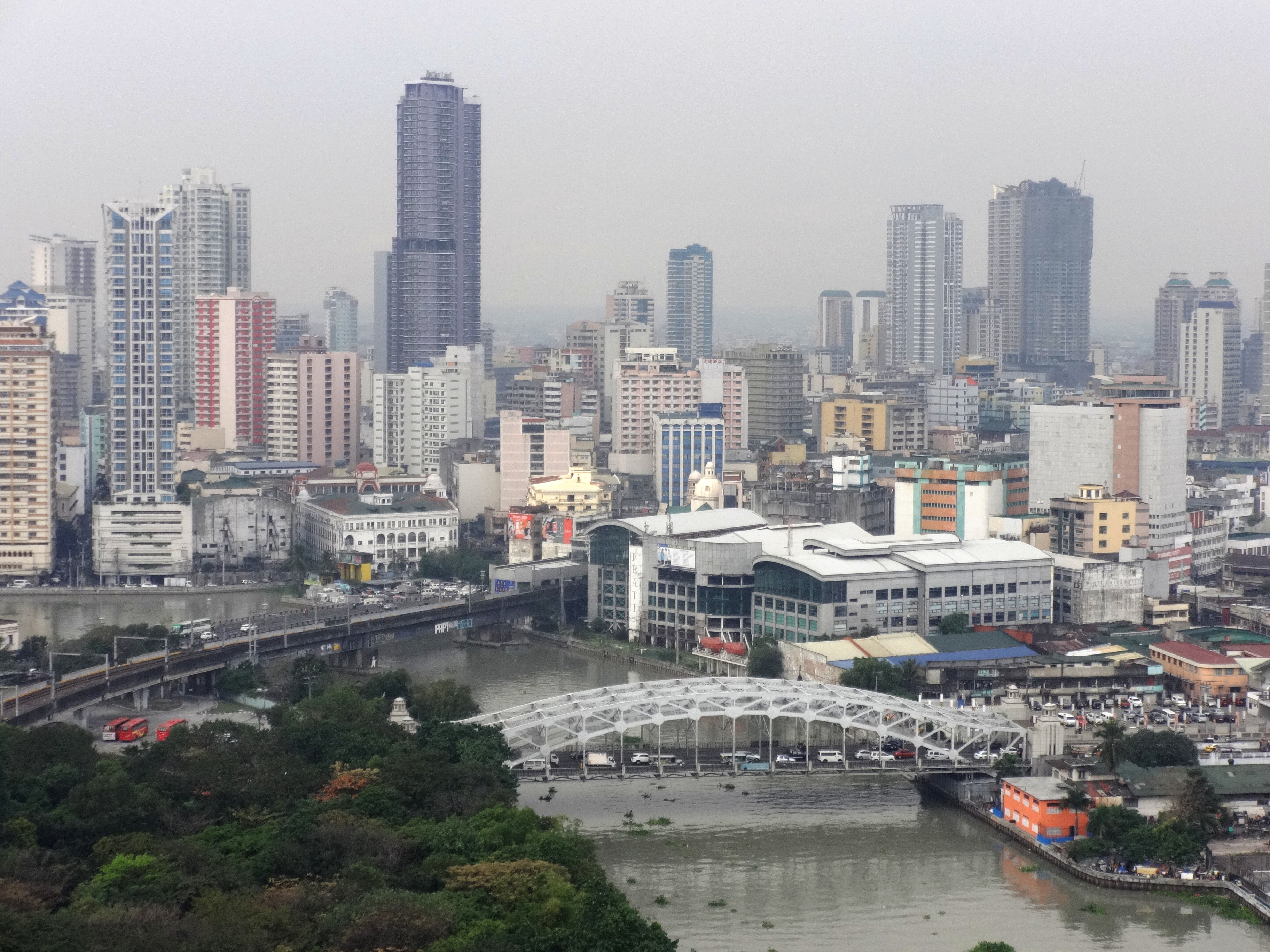
Діловий район Маніли
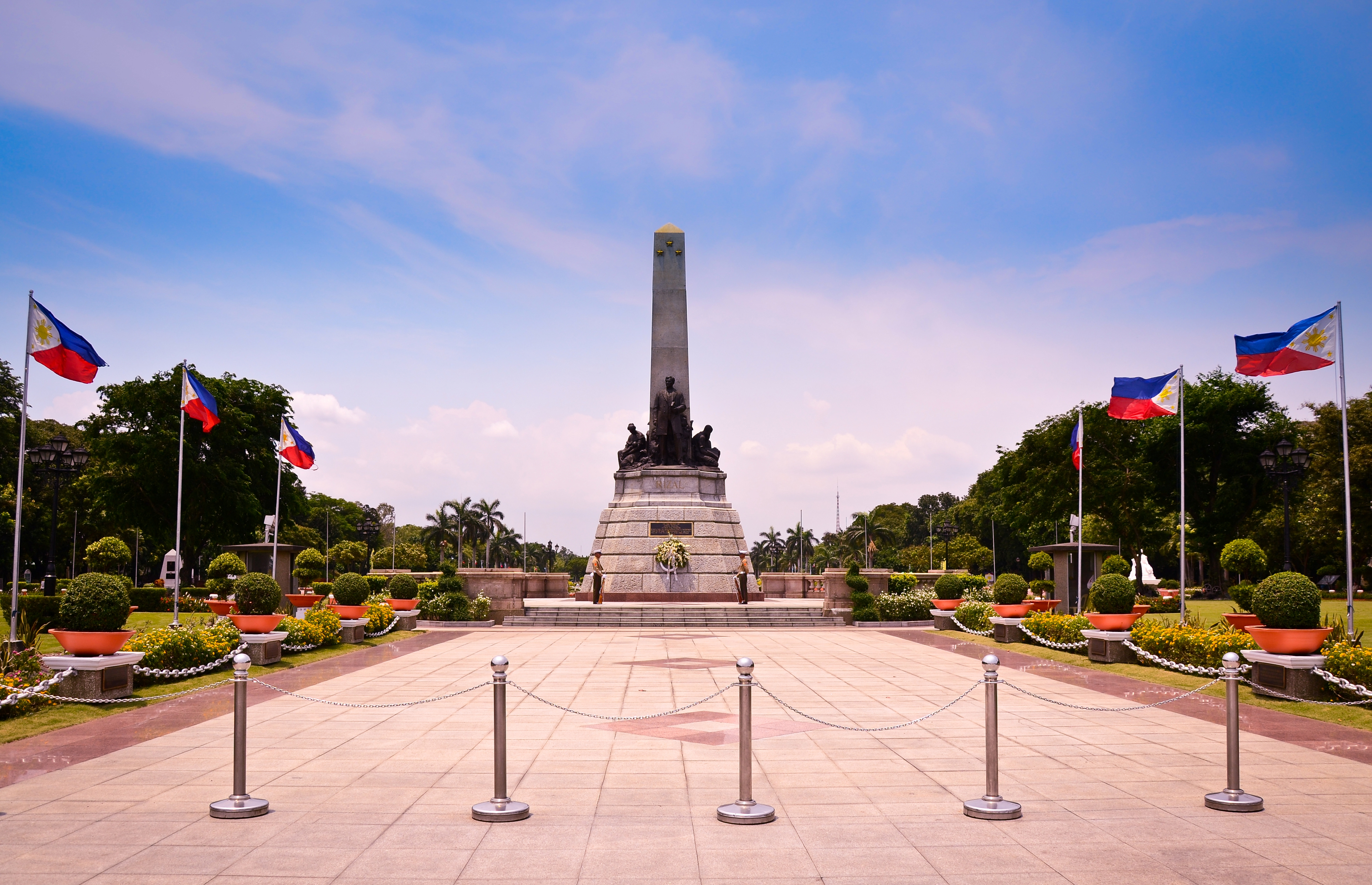
Парк Хосе Рісаля